# 闵玉清
闵玉清（Alfonso Bermyn，1853年1月3日—1915年2月16日），圣母圣心会会士，天主教蒙古西南境代牧区主教（1901年4月–1915年2月16日）。
1853年1月3日，闵玉清生于比利时St. Paul de Waes，1876年6月10日晋升神父。
1878年3月4日加入圣母圣心会，来到蒙古傳教。1901年4月，教廷任命闵玉清为蒙古西南代牧区宗座代牧，接替在1900年庚子之乱中殉道的韩默理主教，1902年1月26日接受祝圣。
1915年2月16日，闵玉清主教在缸房營子去世，终年62岁。继任者为葛崇德主教。